# تارا (باشقیرستان)
تارا (انگلیسی: Tara, Republic of Bashkortostan) یک شهرک در شهرستان بلورتسکی باشقیرستان کشور روسیه است.